# トムの迷惑飛行
『トムの迷惑飛行』（トムのめいわくひこう、原題: Tomcat Jetpack）は、2006年11月11日に発表されたトムとジェリー テイルズの作品である。

## ストーリー
いつものようにトムとジェリー、スパイクが追いかけっこをしていると一台のトラックが小包を落としていった。トムたちが開けると中には小さなチョッキが。スパイクがそれをトムに着せてスイッチを押すと、突然カタカタ揺れだしたと思い来や翼が生えてトムごと飛んでいった。なんとこのチョッキはジェットパックだったのだ。最初はうまく扱えないトムだったが、飛んでいるうちに十分慣れていった。
ところが調子に乗るあまりに、雲でジェリーやスパイクの落書きを描いたり、リンゴを投げつけたり、リスとドングリによるマシンガンを浴びせたりなどとやりたい放題にするトム。これにはスパイクとジェリーも怒りの頂点に。そこで彼らはトムに仕返ししようと作戦を立てると、ジェリーは自分も飛行機に乗ってトムを撃退させることを思いついた。こうして、模型飛行機に乗るジェリーとスパイクの連携によってボロボロになるトム。そして、とうとう洗濯物に引っ掛かり身動きが取れなくなってしまった。

## 登場キャラクター
トム
ジェットパックを着てやりたい放題にイタズラするも、ジェリーとスパイクの連携になってやられ、最後は洗濯物に引っかかってしまった。
ジェリー
スパイクと協力して見事トムを撃退することに成功する。
スパイク
ジェリーと協力してトムを懲らしめる。
リス
トムによってマシンガンにされてしまうも、ラストでトムに仕返しする。
公園で遊ぶ男の子
シーソーに乗って遊んでいる最中、ジェットパックに乗って飛んでいるトムに自身が履いていたスニーカーを奪われてしまった。
ドルーピー
ワンシーンのみ登場。バーベキューをしていたところ、ソーセージをトムに食べられてしまった。